# Église Sainte-Marie-Madeleine de Morzine
L’église Sainte-Marie-Madeleine de Morzine est un lieu de culte catholique situé en Haute-Savoie, sur la commune de Morzine. L'édifice est placé sous le patronage de sainte Marie de Magdala.

## Historique
À l'origine, Morzine est un hameau de la paroisse de Saint-Jean-d'Aulps de dimension modeste au XIVe siècle. Toutefois, la communauté s'est développée et grâce à son dynamisme et à son appartenance à la Confrérie du Saint-Esprit, elle a su acquérir une forme d'autonomie.
Une première chapelle, filiale de l'église de Saint-Jean-d'Aulps, est édifiée en 1498. Un curé s'installe de façon permanente dès 1505.
Il faut attendre un siècle plus tard, pour que l'évêque de Genève et futur saint, François de Sales, l'érige en centre d'une paroisse indépendante. Il déclara pour justifier cet acte : « De nos propres yeux, nous avons constaté que la distance entre les deux localités était trop grande pour qu'elles fusses confiées à un seul curé, que le nombre considérable des habitants de Morzine demandait qu'il y eut un curé particulier. »
Face à l'accroissement de la population, la chapelle est remplacée en 1690 par une église dédiée à Marie-Madeleine.
Lors de travaux en 1734, elle est l'un des premiers édifices religieux à avoir un toit en ardoise de la région. Une ardoisière est découverte à cette période sur le territoire de la paroisse. L'édifice subit des aménagements au cours des années suivantes puis un clocher est ajouté en 1749.
La nouvelle église est construite entre 1803 et 1805,. Elle est construite sur l'emplacement de l'ancienne, et dont on a gardé la tour du clocher. Elle est inaugurée en 1806.

## Description
L'église Sainte-Marie-Madeleine est considérée comme la première église de style néoclassique, implantée dans la province du Chablais et dessinée par l'architecte Claude François Amoudruz. Le bâtiment est construit sur un plan centré, avec abside demi-circulaire et voute en berceau plein cintre,.Seule la tour du clocher est maintenue avec la reconstruction de l'édifice.
La nef est plutôt immense, tant large que haute, voutée en plein cintre. Le chœur se termine par une abside demi-circulaire surmontée d'une coupole.
La décoration intérieure primitive a été réalisée par François et Laurent Baud,, dans un style baroque. Le premier est l'auteur des stalles et fonts baptismaux et le second du chemin de croix et de quelques toiles,.
L'édifice a été restauré entre 1968 et 1970 par Hilis Mantilleri.
En 1993, six statues en bois de tilleul placées dans les niches des façades ont été réalisées par Henri Tavernier, sculpteur local.[réf. nécessaire]

## Protection
L'église possède deux objets ayant fait l'objet d'une protection :
- Un orgue de tribune du XIXe siècle, de facture allemande. On l'attribue éventuellement aux facteurs valaisans Carlen[7], originaire de Reckingen-Gluringen. La partie instrumentale de l'orgue est elle aussi protégée[8].

## Galerie

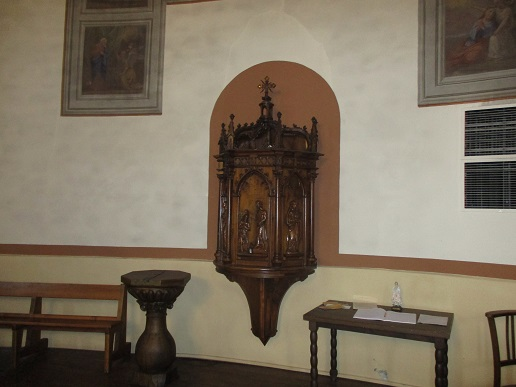
Baptistère
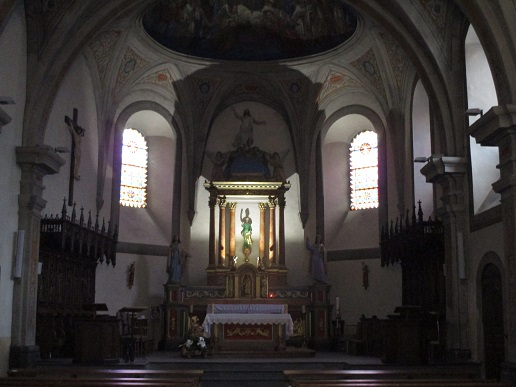
Chœur
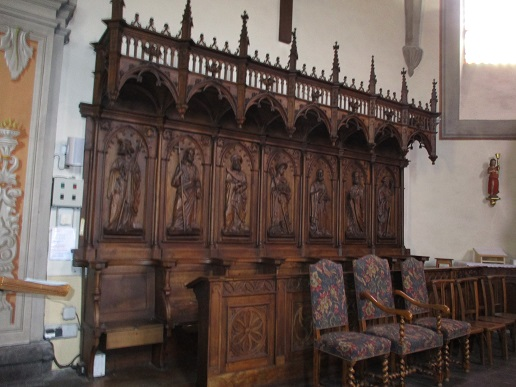
Stalle gauche
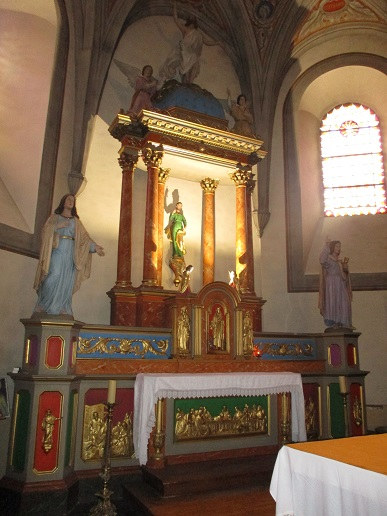
Retable
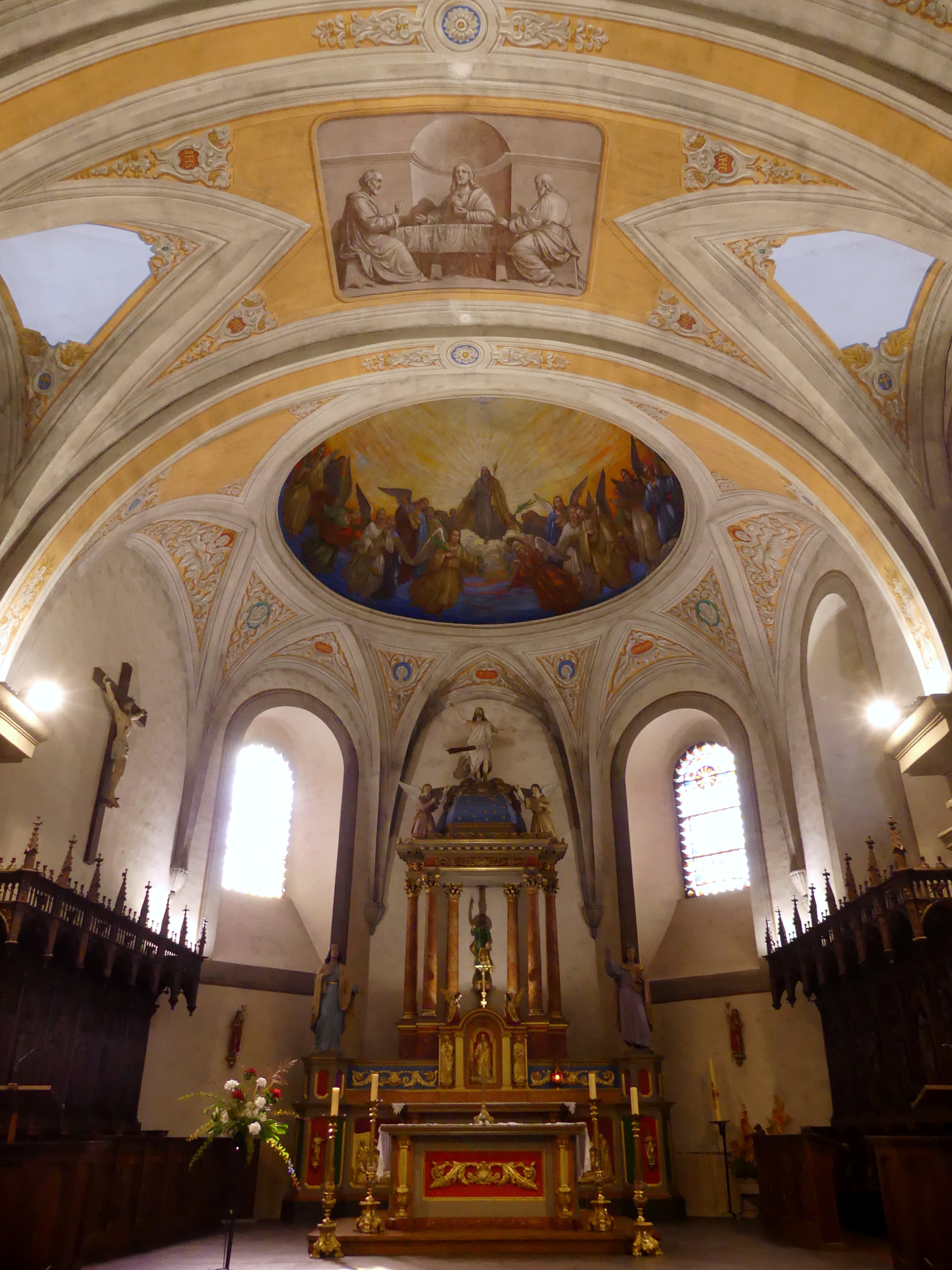
Chœur et voûtes peintes.